# Light & Shadow Production
Pour les articles homonymes, voir LSP.
Light & Shadow Production (abrégé en L.S.P. ou LSP) est une société de développement et d'édition de jeux vidéo française créée en 1999. Elle est rachetée en 2004 par Hip Interactive.

## Historique
LSP est créée en 1999 par Olivier Goulon et son père Jean-Claude,,.
Olivier Goulon, né le 20 mars 1971, est le directeur de l'entreprise. Diplômé de l’École supérieure de commerce de Lyon en marketing et finance en 1995, il entame sa carrière dans le marketing chez L’Oréal, puis devient directeur marketing de GT Interactive Software France, avant de rejoindre Infogrames en tant que directeur marketing Europe, où il est chargé notamment du développement et du lancement de produits dans le domaine du sport,,.
En octobre 2002, selon Les Échos qui rapporte les propos d'Olivier Goulon, l'entreprise a « toujours été rentable, avec des bénéfices tournant autour de 5 % des ventes chaque année », et « se concentre sur la cible des 8-14 ans ». Entre 2003 et 2004, l'entreprise compte une vingtaine d'employés,. En février 2004, elle est rachetée par Hip Interactive,.

## Ludographie
La liste qui suit répertorie les jeux vidéo édités par LSP sur au moins une plate-forme. Les titres sont classés par ordre alphabétique. Tous les jeux ont été édités ou co-édités par LSP sur le territoire européen. L'année de sortie renseignée correspond à la sortie du jeu sur la ou les plate(s)-forme(s) concernée(s). Si un jeu a également été édité par LSP en Amérique du Nord, cela est indiqué dans la colonne « notes ».
| Titre                                               | Plate-forme                            | Année de sortie | Développeur              | Genre                       | Notes |
| --------------------------------------------------- | -------------------------------------- | --------------- | ------------------------ | --------------------------- | --- |
| Baby Felix Halloween                                | Game Boy Color                         | 2001            | Bit Managers             | Plates-formes/Action,       | |
| Baby Felix Tennis                                   | PlayStation                            | 2002            | Spark Creative           | Tennis                      | |
| Croque Canards                                      | PlayStation 2, Microsoft Windows       | 2003            | Asobo Studio             |                             | |
| Croque Canards                                      | PlayStation                            | 2003            | The Code Monkeys         |                             | |
| Croque Canards                                      | Game Boy Advance                       | 2003            | LSP                      |                             | |
| CT Special Forces                                   | Game Boy Advance, PlayStation          | 2002            | LSP                      |                             | |
| CT Special Forces: Back to Hell                     | Game Boy Advance, PlayStation          | 2003            | LSP                      |                             | |
| CT Special Forces 3: Bioterror                      | Game Boy Advance, PlayStation          | 2004            | LSP                      |                             | |
| CTU: Marine Sharpshooter (en)                       | Microsoft Windows                      | 2003            | Jarhead Games            | Tir à la première personne  | |
| Dead to Rights                                      | Microsoft Windows                      | 2003            | Namco                    |                             | |
| Dinomaster Party                                    | PlayStation                            | 2000            | Similis                  | Party game                  | |
| Dinosaur'us (en)                                    | Game Boy Color                         | 2001            | RFX Interactive          | Plates-formes/RPG           | - Co-édité en Europe avec Electronic Arts, qui renonce à publier le jeu en Amérique du Nord.                      |
| Dinosaures : La Folle Échappée (en)                 | Microsoft Windows                      |                 |                          | Réflexion                   | - Fait partie de la collection « Game Story ».                                                                    |
| Droopy's Tennis Open                                | Game Boy Advance,                      | 2002,           | Bit Managers,            | Tennis,                     | |
| Extreme Ghostbusters                                | Game Boy Color                         | 2001            | Magic Pockets            |                             | |
| Extreme Ghostbusters : La Chasse aux Fantômes       | Microsoft Windows                      | 2001            |                          |                             | - Fait partie de la collection « Game Story ».                                                                    |
| Extreme Ghostbusters: Code Ecto-1                   | Game Boy Advance                       | 2002            | Magic Pockets            |                             | - Co-édité avec Wanadoo Edition.                                                                                  |
| Extreme Ghostbusters: Creativity Centre             | Microsoft Windows                      | 2001            |                          |                             | |
| Extreme Ghostbusters: The Ultimate Invasion         | PlayStation                            | 2004            | Similis                  | Tir au pistolet optique     | |
| Fourmiz Racing                                      | Game Boy Color                         | 2001            | RFX Interactive          | Course                      | - Co-édité en Europe avec Electronic Arts, qui renonce à publier le jeu en Amérique du Nord au profit d'Acclaim,. |
| Fourmiz Extreme Racing                              | PlayStation 2, Xbox, Microsoft Windows | 2002            | Supersonic Software (en) | Course                      | - Co-édité avec Empire Interactive. - Également édité en Amérique du Nord.                                        |
| Fourmiz Extreme Racing                              | Game Boy Advance                       | 2002            | Magic Pockets            | Course                      | - Co-édité avec Empire Interactive. - Également édité en Amérique du Nord.                                        |
| Fourmiz World Sportz                                | Game Boy Color                         | 2001            | M4 Limited               | Sport                       | |
| Gremlins: Stripe vs. Gizmo                          | Game Boy Advance                       | 2002            | Magic Pockets            | Plates-formes               | |
| Gremlins Unleashed                                  | Game Boy Color                         | 2001            | Planet Interactive       | Plates-formes               | |
| Inspecteur Gadget : L'Invasion des robots Mad (en)  | PlayStation 2                          | 2003            | Silmarils                | Plates-formes               | |
| Inspecteur Gadget : Opération Madkactus             | Game Boy Color                         | 2000            | RFX Interactive          | Plates-formes               | |
| Inspector Gadget: Advance Mission                   | Game Boy Advance                       | 2001            | Magic Pockets            |                             | |
| Inspector Gadget Racing                             | Game Boy Advance                       | 2003            | Bit Managers             | Course                      | |
| Inspecteur Gadget : Panique dans le labyrinthe (en) | PlayStation                            | 2001            | Vision Media             | Réflexion                   | - Co-édité avec Ubi Soft.                                                                                         |
| Kill Switch                                         | Microsoft Windows                      | 2004            | Namco                    | Tir à la troisième personne | |
| Merlin (en)                                         | Game Boy Color                         | 2001            | RFX Interactive          | Plates-formes/Action        | - Co-édité en Europe avec Electronic Arts, qui renonce à publier le jeu en Amérique du Nord.                      |
| Pac-Man World 2                                     | Microsoft Windows                      | 2004            | Namco                    | Plates-formes               | |
| Rebels : Prison Escape                              | Microsoft Windows                      | 2003            | Philos Laboratories      |                             | |
| Robin Hood                                          | Game Boy Color                         | 2001            | Planet Interactive       | Plates-formes               | - Co-édité en Europe avec Electronic Arts, qui renonce à publier le jeu en Amérique du Nord.                      |
| La Route d'Eldorado : Pour l'or et la gloire        | PlayStation, Microsoft Windows         | 2000            | Revolution Software      | Aventure                    | - Co-édité avec Ubi Soft. - Également édité en Amérique du Nord.                                                  |
| La Route d'Eldorado : Pour l'or et la gloire        | Game Boy Color                         | 2000            | Planet Interactive       | Plates-formes               | - Co-édité avec Ubi Soft. - Également édité en Amérique du Nord.                                                  |
| Toonsylvania                                        | Game Boy Color                         | 2000            | RFX Interactive          | Plates-formes,              | - Co-édité avec Ubi Soft. - Également édité en Amérique du Nord.                                                  |